# Тавиани, Паоло Эмилио
Паоло Эмилио Тавиани (итал. Paolo Emilio Taviani; 6 ноября 1912, Генуя, Италия — 18 июня 2001, Рим, Италия) — итальянский государственный деятель, министр обороны Италии (1953—1958), министр внутренних дел Италии (1962—1968), (1973—1974), экономист, историк, биограф Христофора Колумба.

## Биография
Изучал право в колледже Муссолини в Пизе, затем начал политическую деятельность. В 1931—1934 годах — президент итальянской католической федерации университетских студентов (FUCI), открыто выступал с критикой фашистского режима Муссолини.
В 1943 году был арестован, в 1943—1945 годах — активный участник Сопротивления, один из организаторов восстания в Генуе, за что впоследствии был награждён золотой медалью Сопротивления.
В послевоенное время — одна из ключевых фигур в итальянской политике, был в числе основателей Христианско-демократической партии, в 1946—1948 годах — заместитель секретаря, в 1948—1950 годах национальный секретарь партии.
В 1950 году представлял Италию в работе над Декларацией Шумана.
В 1953 году — министр внешней торговли.
В 1953—1958 годах — министр обороны.
В 1959—1962 годах — министр финансов.
В 1962—1968 годах — министр внутренних дел.
В 1968—1972 годах — министр по вопросам южных территорий (ministro de Mezzogiorno).
В 1972—1973 годах — министр бюджета.
В 1973—1974 годах — министр внутренних дел Италии. На этом посту добился объявления вне закона праворадикальных экстремистских групп Ordine Nuovo и Avanguardia Nazionale.
С 1976 года — сенатор, с 1991 года — пожизненный сенатор.
В 1961—1986 годах преподавал историю экономических учений в Университете Генуи.

## Сочинения
- Problemi economici nei riformatori sociali del Risorgimento italiano, Milano: Ancora, 1940; Firenze: Le Monnier, 1968.
- Cristoforo Colombo, voll. 1-3, Roma: Società Geografica Italiana, 1996